# Park stanowy Illini
Park stanowy Illini (ang. Illini State Park) – park stanowy w USA, w stanie Illinois, w hrabstwie Lasalle. Nazwę parku zaczerpnięto od plemienia Indian Illiniweków, którzy zamieszkiwali te tereny do XVIII wieku. Jest położony na południowym brzegu rzeki Illinois naprzeciwko miejscowości Marseilles, przez którą przebiega droga krajowa nr 6 łącząca metropolię chicagowską z Des Moines w stanie Iowa. Północną krawędź 510-akrowego parku stanowi brzeg rzeki w miejscu, które nosi nazwę Wielkich Wodospadów (ang. Great Falls) rzeki Illinois, w rzeczywistości serii porohów, gdzie – na przestrzeni trzech kilometrów – rzeka traci metr wysokości n.p.m. Wschodni kraniec parku to miejsce, w którym na początku XX wieku znajdowało się miejscowe pole golfowe Marsatawa Country Club. Całkowita powierzchnia parku wynosi 510 akrów (2,06 km²).

## Dzieje
Niewiele pamiątek pozostało po czasach, kiedy mieszkali tu Indianie Illiniwekowie (federacja kilku plemion z grupy algonkińskiej zamieszkujący w XVIII wieku tereny dzisiejszych stanów Illinois, południowego Wisconsin, a także części stanów Iowa i Missouri; pierwszym Europejczykiem, który się z nimi zetknął, był ojciec Marquette w czasie swej podróży odkrywczej w dół rzeki Missisipi w roku 1673; ich nazwa wywodzi się z algonkińskiego słowa illini, co oznacza człowieka; głównym plemieniem federacji było plemię Kaskaskianów, którego wysłannicy zamordowali wielkiego wodza Pontiaka w roku 1769, co doprowadziło do wojny, w wyniku której Illiniwekowie zostali prawie doszczętnie wybici).
Nieco więcej wiadomo o okresie, gdy tereny te przeżywały erę uprzemysłowienia. Polodowcowy obszar parku nosi nazwę Moreny Marseillskiej, pod którą znajduje się 30-metrowy pokład węgla. Wielka kopalnia węgla znajdowała się półtora kilometra na południe od parku; zaopatrywała ona zakłady przemysłowe Marseilles przed wybuchem II wojny światowej. Z węgla korzystała też elektrownia będąca częścią składową systemu przesyłu energii elektrycznej Illinois Traction System (ITS), służącego dostarczaniu elektryczności z Chicago do Princeton. Budynek elektrowni ITS jest do dzisiaj widoczny na północnym brzegu rzeki.
Nieco ponad kilometr na północ od parku znajduje się ujście nieużywanego obecnie kanału żeglownego Illinois-Michigan Canal, który zaczął być wykorzystywany w roku 1848 wraz z oddaniem do użytku odcinka z Marseilles do Morris. I&M Canal służył lokalnemu transportowi nim potentatem przewozowym stały się koleje.
Jakkolwiek porohy na Illinois stanowią niezwykle piękny widok, uniemożliwiały jednak transport rzeczny. Z tego powodu w połowie lat 20. XX wieku Korpus Saperów Armii Stanów Zjednoczonych wybudował równoległy kanał dla spływu barek. Kanał zamyka śluza zwana Marseilles Locks.
Klub golfowy Marsatawa zajmował całą wschodnią część parku. Założony przez mieszkańca Ottawy W.D. Boyce'a, znanego w USA jako twórca amerykańskiego skautingu (Boy Scouts of America), w swoich czasach był uznawany za jeden z najlepszych i najbardziej prestiżowych w kraju.
W latach trzydziestych przekształcono pole golfowe w park i wzniesiono zabudowania istniejące do dziś. Były budynek klubowy został przeniesiony do Marseilles, gdzie służy jako siedziba Legionu Amerykańskiego (ang. American Legion).
Zabudowania na zachodnim krańcu parku przekształcono w dom poprawczy dla chłopców, który został zlikwidowany w końcu lat sześćdziesiątych.
Park Stanowy Illini został włączony do systemu parków stanowych Illinois w roku 1934, a otwarty oficjalnie w 1935.

## Warunki
Orzech, jesion, kasztanowiec, wiąz, topola czarna, dąb i klon dają chłodny cień latem i wspaniałą gamę barw jesienią, podczas gdy wiosna wybucha tysiącem barw dzikiego kwiecia. Faunę parku stanowią sarny, wiewiórki, oposy, bobry, szopy-pracze, świstaki oraz setki gatunków ptaków, tak wodnych, jak i leśnych.

### Wypoczynek
Po całym parku rozrzucone są tereny przygotowane do piknikowania, z zadaszeniami, stołami, grillami, ujęciami wody pitnej, sanitariatami i placami zabaw dla dzieci. Niektóre zadaszenia posiadają murowane kominki.

#### Obozowanie
Park Stanowy Illini oferuje obozowiska dla każdego. Są stanowiska pod przyczepy kempingowe i namioty z podłączeniami do prądu i wody oraz sanitariatami; z niektórych otwiera się wspaniały widok na rzekę i jej porohy. Wszyscy obozowicze winni po przybyciu zameldować się i wnieść niewielką opłatę. Możliwe są wcześniejsze rezerwacje.

#### Sporty wodne
Wędkarze znajdą tu znaczne ilości sumów, sumików, karpi i wielu innych gatunków ryb żyjących w wodach rzeki Illinois. Na terenie parku znajduje się rampa do spuszczania łodzi, natomiast wynajem łodzi nie jest możliwy. Na rzece Illinois nie ma zakazu używania łodzi motorowych, ale istnieją pewne restrykcje w pobliżu śluzy.

#### Sporty zimowe
Illini to znakomite miejsce do uprawiania sportów zimowych. Sztuczne lodowisko i stoki narciarskie dają możliwość dla amatorów zjazdów i ślizgów. Zmarznięci znajdą tu dogodne, ogrzewane schroniska.